# Castillon-Savès
Castillon-Savès település Franciaországban, Gers megyében. Lakosainak száma 335 fő (2022. január 1.). Castillon-Savès Marestaing, Cazaux-Savès, Endoufielle, Frégouville és Noilhan községekkel határos.

## Népesség
A település népességének változása:
| Lakosok száma | 217  | 170  | 174  | 289  | 298  | 331  | 344  | 341  | 339  | 335  |
|               | 1968 | 1982 | 1990 | 2006 | 2013 | 2015 | 2017 | 2019 | 2020 | 2022 |